# 黄蛹螺
黄蛹螺（学名：Pupina flava）为主扭舌目豆蝸牛科的动物，是中国的特有物种。舊屬中腹足目的，今屬主扭舌類。

## 分佈
分布于中華人民共和國的海南等地，生活环境为陆地，一般生活于阴暗潮湿多腐殖质的地方以及草丛腐木落叶石块下。

## 外部連結
- 維基物種上的相關：黄蛹螺